# Джума Рашед
Джума Рашед (араб. جمعة راشد, нар. 12 грудня 1972) — еміратський футболіст, що грав на позиції воротаря. Відомий за виступами у складі клубу «Аль-Шабаб» та національній збірній ОАЕ.

## Клубна кар'єра
Всю свою клубну кар'єру Джума Рашед провів у складі клубу «Аль-Шабаб», де грав з 1990 до 2006 року, та провів у складі клубу 189 матчів.

## Виступи за збірну
З 1992 року Джума Рашед грав у складі національної збірної ОАЕ. У складі команди брав участь у домашньому кубку Азії 1996 року, де збірна ОАЕ здобула «срібло», та в кубку Азії 2004 року, а також був у складі команди на Азійських іграх 1998 року, та Кубку конфедерацій 1997 року. Загалом у складі збірної Рашед провів 28 матчів.